# Jaime Mir Mas
Jaime o Jaume Mir Mas  (San Sadurní de Noya, 25 de diciembre de 1888 - Ixelles, Bélgica, 22 de enero de 1943) fue un espía español al servicio de Bélgica y el Reino Unido durante la I Guerra Mundial.

## Biografía
Su padre era Casimir Mir, un albañil de profesión, y su madre Olivia Mas. Tras los eventos de la Semana Trágica en Barcelona (1909) emigró a Bélgica, donde se estableció dedicándose a la importación / exportación de frutas y verduras entre Bélgica y Holanda. Se casó con Jeanne Lorient y tuvo dos hijos, Elisée y Agis. 
De ideología republicana nacionalista catalana y anticlerical, al estallar la I Guerra Mundial contactó con ciudadanos para actuar con su ayuda de enlace para pasar información, dinero, armas e incluso personas de la zona ocupada a la zona libre. De esta manera nació el Servicio Mir, el nombre oficial que aparece en la mayoría de los informes conservados en los archivos nacionales de Bruselas. Creó una red de 27 hombres (casi todos ciudadanos belgas) a sus órdenes. Por ejemplo, una información de su red llevó al estado mayor aliado a bombardear con 29 aviones franceses y 168 bombas el cuartel general del Kronprinz Guillermo de Hohenzollern, en Charleville-Mézières, región de Namur (Bèlgica), en junio de 1915. Participó en actividades clandestinas y de inteligencia en connivencia con belgas y británicos desde 1914 hasta 1916, cuando una delación derrumbó sus redes y fue detenido, torturado y procesado.
Condenado a muerte el 26 de marzo de 1917 por los delitos de traición y espionaje, a raíz de una gestión diplomática de Alfonso XIII de España le fue conmutada esta pena por la de trabajos forzados a perpetuidad. Sin embargo, la firma del armisticio condujo a su liberación. Las autoridades belgas lo propusieron para la medalla MBE británica (Member of the Most Excellent Order of the British Empire / Miembro del Muy Excelente Orden del Imperio Británico). Dieciocho años después compró armas y reclutó brigadistas para la II República española. Por su casa belga pasaron Vicente Blasco Ibáñez, Miguel de Unamuno, Eduardo López de Ochoa y Portuondo, Eduardo Ortega y Gasset, etcétera.
En 1920 le fue concedida la medalla de la Orden de Leopoldo, máxima condecoración belga para un civil. El 1926 publicó unas memorias con sus actividades de espionaje durante la Gran guerra, que fueron muy reimpresas. En 1927 intervino en la acogida en Bélgica de los encausados en el complot de Prats de Molló (1926), una vez fueron expulsados de Francia, entre ellos Francesc Macià, y contribuyó a impulsar la Casa Catalana de Bruselas fundada en 1930 por Francesc Macià y Ventura Gassol.
El año 1936 fue nombrado delegado en Bruselas del Comisariado de propaganda del Gobierno catalán, a las órdenes de Jaume Miravitlles. Logró enviar a Barcelona una ambulancia, medicinas, víveres y ropa para la asediada República combatiente en 1938 y 1939 por el valor de más de 45 000 francos. Murió el 22 de enero de 1943 en Ixelles (Bruselas), durante la ocupación nazi de la ciudad.

## Obras
- Mémoires de un condamné a muerte: 1.914-1.918. Paris: Librairie Plon, 1926; 2.ª ed. Por qué me condenaron a muerte. Memorias de un condenado a muerte por los alemanes [1914-1918], Madrid: J. Molina, 1930; 3.ª ed. Madrid: Fénix, 1933.